# Wolfgang Panning
Wolfgang Panning est un auteur allemand de jeux de société.

## Ludographie

### Seul auteur
- Knock Out, 1993, TM-Spiele
- Olé, 1996, Abacus
- Kismet, 1997, Abacus
- Dörbern, 1998, Tagungshaus Drübberholz
- Nimm's Wörtlich, 1998, ???
- Kardinal, 2000, Holzinsel
- Port Royal, 2000, Queen Games
- 4x4, 2001, Holzinsel
- Hexenrennen, 2001, Queen Games
- Freche Frösche, 2002, Queen Games
- Das Zauberschloss, 2003, Haba
- Flandern 1302 - Die Macht der Zünfte, 2004, Queen Games
- Indus, 2004, Queen Games

### AvecDirk Henn
- Extension du jeu Alhambra :
  - Der Palast von Alhambra : Die Gunst des Wesirs, 2004, Queen Games
  - Der Palast von Alhambra : Die Tore der Stadt, 2004, Queen Games
  - Der Palast von Alhambra : Die Stunde der Diebe, 2005, Queen Games
  - Der Palast von Alhambra : Die Schatzkammer des Kalifen, 2006, Queen Games

### Avec Karsten Hartwig
- Lucky Loop, 2003, Queen Games

### AvecFriedemann Friese
- Paparazzo, 1994, Abacus